# (1631) Kopff
(1631) Kopff est un astéroïde de la ceinture principale.

## Description
(1631) Kopff est un astéroïde de la ceinture principale. Il fut découvert le 11 octobre 1936 à Turku par Yrjö Väisälä. Il présente une orbite caractérisée par un demi-grand axe de 2,24 UA, une excentricité de 0,21 et une inclinaison de 7,5° par rapport à l'écliptique.

## Compléments